# SStB – Neuhaus bis Anninger
Die Dampflokomotiven SStB – Neuhaus bis Anninger waren Stütztenderlokomotiven der Südlichen Staatsbahn (SStB) Österreich-Ungarns nach Bauart Engerth für den Personenzugdienst in Tallagen.
Die SStB beschaffte die sieben Lokomotiven von der Wiener Neustädter Lokomotivfabrik.
Sie wurden 1855 mit den Fabriksnummern 151–156 und 1856 mit 164 geliefert und erhielten die Namen „NEUHAUS“, „FEISTRITZ“, „LUTTENBERG“, „FÜRSTENFELD“, „JOHANNISBERG“, „SCHLOSSBERG“ und „ANNINGER“.
Wie alle Stütztenderlokomotiven der Engerth-Bauart waren sie im Betrieb nicht völlig befriedigend.
Alle Lokomotiven dieser Reihe kamen 1858 im Zuge der Privatisierung österreichischer Staatsbahnen zur Südbahngesellschaft, die sie als Reihe 3 bezeichnete und ihnen die Nummern 218 bis 224 zuwies.
Sie wurden bis 1864 ausgemustert.
Die Wiener Neustädter Fabrik lieferte 1855 mit den Fabriksnummern 157–163 sieben baugleiche Lokomotiven für die k.k. Östliche Staatsbahn, die die Namen „BIAŁA“, „DĘBICA“, „JASŁO“, „PILZNO“, „RABA“, „TRZEBINIA“ und „WISNICZ“ erhielten.
1858 kamen die sieben Maschinen im Zuge der Privatisierung der Östlichen Staatsbahn an die Galizische Carl Ludwig-Bahn, die sie 1861 bis 1862 ausmusterte.